# A計劃 (電視劇)
《A計劃》（英語：Project A；香港譯名《盜海奇兵》）是一部於2007年出品的華語電視劇，此劇為臺灣、香港與中国大陆合資拍攝製作，全劇共32集，由張衛健、鍾欣潼、王晶、元秋和譚耀文等擔任演出。
此劇於2006年8月20日至2006年12月20日期間在北京横店影视城取景拍攝。
台灣首播方面，於2007年7月5日起在中視無線台逢星期一至五20:00首播，每集播放約90分鐘，最終於19集播放完畢，2007年7月31日結束；香港首播方面，將原本的劇名改為《盜海奇兵》，於2007年8月13日起在亞洲電視本港台逢星期一至五20:30首播，每集播放約90分鐘，最終於20集播放完畢，2007年9月7日結束。

## 劇情內容
1915年的香港，小喇叭(張衛健飾)從小立志做員警懲惡揚善，進入水警後經常捉弄懶散又怕事的水警幫辦唐郎(王晶飾)。賀爵士次子賀定國(譚耀文飾)留英回港途中邂逅了志趣相投、美麗動人的高曼妮(鍾欣桐飾)，並擒獲了前來劫船的海盜古豹，成為轟動全港的風頭人物，並榮膺陸警總警司。在一次陸警與水警的爭鬥中定國與小喇叭不打不相識，結為莫逆之交。
海盜頭子古標(梁家仁飾)為救弟弟古豹，派徒弟大岳及兩名女兒古莉(張齡心飾)與古慈(劉園園飾)前往暗殺定國。古莉混入賀家當婢女，被定國的英雄氣概深深吸引；古慈混入水警，認識了小喇叭，二人互生好感。定國同父異母的哥哥安邦(吳慶哲飾)本有未婚妻，但卻對曼妮一見鍾情，因此嫉恨定國與曼妮的感情和事業的風光，於是設計害死未婚妻馬莉，以搏取曼妮的同情並離間定國與曼妮的關係。另一方面，小喇叭夾在竇太太(元秋飾)和古慈這一對麻辣婆媳之間也是麻煩不斷，生出許多波折。
安邦為謀家產找人綁架父親，不料意外殺死爵士，遂嫁禍定國、小喇叭、唐郎等人，三人被迫逃離香港。定國、唐郎、小喇叭立誓報仇。定國得到馬莉父親的幫忙，逃往南洋。唐郎、小喇叭幾經辛苦各尋高手學藝，終於學成。定國以大馬商人鴨都拿拉曼的身份回港，進行復仇計畫——A計畫…

## 演員表

### 海盜
| 演員   | 角色         | 關係/暱稱                   |
| 梁家仁 | 古標         | 古莉、古慈之父 後被大岳殺死 |
| 張齡心 | 古莉(小莉)   | 古標之女 古慈之姊 大岳之妻  |
| 劉園園 | 古慈(小慈)   | 古標之女 古莉之妹 參見竇家  |
| 吳浩康 | 岳飛龍(大岳) | 古莉之夫                    |
| 杜泓君 | 崩牙佬       | 崩牙婆之夫                  |

### 竇家
| 演員   | 角色         | 關係/暱稱                      |
| 元 秋  | 竇太         | 唐郎之師姐 小喇叭之母          |
| 張衛健 | 竇巴(小喇叭) | 竇太之子 古慈之夫 賀定國之好友 |
| 劉園園 | 古慈(小慈)   | 小喇叭之妻                     |

### 賀家
| 演員               | 角色          | 關係/暱稱                                                         |
| 李國華             | 賀良才        | 賀安邦、定國之父                                                  |
| 徐玉蘭             | 媚姨          | 賀良才之二姨太、賀定國之母                                        |
| 吳慶哲配音：譚耀文 | 賀安邦        | 賀良才之子、賀定國之同父異母之兄 高曼妮之夫 賀新生之父 大結局自殺 |
| 鍾欣潼             | 高曼妮(MANDY) | 高大文之女 賀定國舊情人 賀安邦之妻                                |
| 譚耀文             | 賀定國        | 賀良才之子、賀安邦之同父異母之弟 高曼妮之舊情人 小喇叭之好友      |

### 水警
| 演員   | 角色         | 關係/暱稱                                  |
| 王 晶  | 唐郎         | 青年由聶遠飾演 竇太之師弟 曾深愛柳如煙     |
| 陳 煒  | 柳如煙(柳姐) | 唐郎之妻 被賀安邦殺害                      |
| 鄭曉東 | 紅豆糕       | 小喇叭同事及好友 曾喜歡玫瑰、牡丹 被人殺害 |

### 其他演員
| 演員   | 角色   | 關係/暱稱                 |
| 夏妮   | 瑪莉   | 賀安邦未婚妻 被賀安邦殺死 |
| 張春仲 | 方鐵指 | 袁世凱之手下              |
| 莫美林 | 卓銅皮 | 袁世凱之手下              |
| 張琦   | 大口九 |                           |

## 收視[來源請求]
以下為該劇於香港亞洲電視本港台之收視紀錄：
| 週次 | 日期                   | 平均收視 |
| ---- | ---------------------- | -------- |
| 1    | 2007年8月13日－8月17日 | 5點      |
| 2    | 2007年8月20日－8月24日 | 4點      |
| 3    | 2007年8月27日－8月31日 | 4點      |
| 4    | 2007年9月3日－9月7日   | 4點      |

## 中國大陸版本
此劇製作的中國大陸版本共分為兩個集數版本：36集版本以審查形式製作，曾在中國大陸各地電視台播出；42集版本以影碟形式製作，在中國大陸發行影碟銷售。

## 電視節目的變遷
| 臺灣中視無線台 星期一至五 20:00-21:30 時段                                      | 臺灣中視無線台 星期一至五 20:00-21:30 時段 | 臺灣中視無線台 星期一至五 20:00-21:30 時段      |
| ------------------------------------------------------------------------------- | ------------------------------------------ | ----------------------------------------------- |
|                                                                                 | A計劃 （2007.07.05 - 2007.07.31）          |                                                 |
| 臥薪嚐膽之英雄美人 （2007.5.8 - 2007.6.8） 濟公新傳 （2007.06.11 - 2007.07.04） | 豪門本色 （2007.08.01 - 2007.10.02）       |                                                 |
| 香港亞洲電視本港台 星期一至五 20:30-22:00 時段                                  |                                            |                                                 |
| 香港傳奇-榮歸 (第18集) (2007.08.10)(20:30-22:30)                                | 盜海奇兵 (2007.08.13 - 2007.09.07)         | 宜妃與康熙 (第1-20集) (2007.09.10 - 2007.10.05) |